# Edmund Ironside (maréchal)
Pour les articles homonymes, voir Edmund Ironside.
William Edmund Ironside (6 mai 1880 - 22 septembre 1959) est un officier de l'armée de terre britannique qui a servi comme chef d'état-major général impérial durant la première année de la Seconde Guerre mondiale.
Ironside a rejoint l'Artillerie royale en 1899 et a servi pendant la guerre des Boers, suivie d'une brève période d'espionnage des forces coloniales allemandes dans le Sud-Ouest africain. Il a servi au sein d'une division de l'armée régulière au cours des deux premières années de la Première Guerre mondiale avant d'être nommé chef d'état major de la toute nouvelle 4e division canadienne, formée en 1916. En 1918, il a reçu le commandement d'une brigade sur le front occidental, mais a rapidement été promu commandant de la force d'intervention alliée dans le nord de la Russie en 1919, puis d'une force d'occupation alliée en Turquie et, enfin, d'une force britannique en Perse en 1921. On lui a offert le poste de commandant des forces britanniques en Irak, mais il n'a pas été en mesure de prendre le poste à cause de blessures subies dans un accident d'avion.
Il est ensuite retourné à l'armée de terre comme commandant du Collège d'état-major (en), à Camberley, où il est devenu un défenseur des idées de J. F. C. Fuller, promoteur de la mécanisation. Il a ensuite commandé une division, ainsi que des districts militaires en Grande-Bretagne et en Inde, mais sa jeunesse et son approche brutale ont limité ses perspectives de carrière et, après n'avoir pas été retenu pour devenir le chef de l'état-major général impérial en 1937, il est devenu gouverneur de Gibraltar, poste traditionnel avant la retraite. Il a été rappelé de son « exil » au milieu de 1939 et nommé inspecteur général des forces d'outre-mer, rôle qui a conduit la plupart des observateurs à s'attendre qu'on lui confierait le commandement de la Force expéditionnaire britannique dès le déclenchement de la guerre.
Cependant, après des manœuvres politiques, Lord Gort a reçu ce commandement, et Ironside a été nommé chef de l'état-major général impérial. Il pensait avoir un tempérament inadapté à cette tâche, mais s'est senti obligé de l'accepter. Au début de 1940, il a fortement soutenu une intervention des Alliés en Scandinavie, mais ce plan a été abandonné à la dernière minute lorsque la guerre d'Hiver finno-soviétique a pris fin. Lors de l'invasion de la Norvège et de la bataille de France, il est peu intervenu ; sa participation dans la dernière a été limitée par une rupture des relations entre lui et Gort. Il a été remplacé comme chef de l'état-major général impérial à la fin de mai et a pris le poste pour lequel il était plus adapté : commandant en chef des Home Forces, qui était responsable de la défense contre l'invasion et allait commander l'armée de terre en cas de débarquement allemand. Toutefois, il a servi moins de deux mois à ce poste avant d'être remplacé. Après cela, Ironside a été promu au rang de feld-maréchal et élevé à la pairie en recevant le titre de baron ; il s'est retiré à Norfolk pour écrire, n'a plus pris part au service actif et n'a plus occupé de poste officiel.

## Biographie

### Enfance
Ironside est né à Édimbourg, en Écosse, le 6 mai 1880. Son père, le chirurgien-major William Ironside, de la Royal Horse Artillery, est décédé peu après, laissant sa femme élever leur fils avec une pension de l'armée limitée. Comme le coût de la vie, à la fin du XIXe siècle, était considérablement plus faible en Europe qu'en Grande-Bretagne, la mère d'Ironside a beaucoup voyagé sur tout le continent, où le jeune Edmund a commencé à apprendre un large éventail de langues étrangères. Cette compréhension du langage allait devenir l'une de ses caractéristiques ; à l'âge adulte, il parlerait couramment sept langues et maîtriserait en partie quelque dix autres langues.
Il a commencé ses études à Saint Andrews avant d'être envoyé à l'école de Tonbridge, dans le Kent, pour ses études secondaires ; à l'âge de seize ans, il quitte Tonbridge pour un répétiteur, ne s'étant pas montré très doué pour les études supérieures. Il est admis à l'Académie militaire royale, à Woolwich, en janvier 1898 à l'âge de dix-sept ans. À Woolwich, il s'épanouit en travaillant dur dans ses études et le sport ; il apprend la boxe, devient capitaine de la seconde équipe de rugby et joue pour l'Écosse. Il est fait pour ces deux sports, mesurant 1,93 m pour 108 kg, ce qui lui vaut d'être surnommé « Tiny » (minuscule) par ses condisciples. Ce surnom lui restera toute la vie.

### Guerre des Boers
Après avoir fréquenté l'Académie royale militaire de Woolwich, il a été nommé officier de l'Artillerie royale le 25 juin 1899. La même année, il a été envoyé en Afrique du Sud avec la 44e batterie de l'Artillerie de campagne royale (en). Il a combattu tout au long de la seconde guerre des Boers et a été blessé trois fois, Il a été promu au grade de lieutenant et a reçu sa première citation en 1901.
À la fin de la guerre, il a fait partie de la petite force qui a escorté Jan Smuts jusqu'au lieu des négociations de paix. Il s'est ensuite fait passer pour un Boer parlant l'afrikaans et a travaillé comme charretier pour les forces coloniales allemandes dans le Sud-Ouest africain. Ce travail de renseignement s'est toutefois terminé sans succès ; Ironside a été identifié et s'est enfui peu de temps avant d'être capturé. Cette escapade l'a conduit plus tard à prétendre que Richard Hannay (en), personnage des romans de John Buchan, était basé sur son histoire personnelle. Ironside appréciait ces romans, lisant Mr Standfast (en) sur le siège passager d'un biplan à cockpit ouvert volant de l'Irak en Perse.
Ironside a ensuite été affecté en Inde, où il a servi avec la batterie I de la RHA, et en Afrique du Sud, avec la batterie Y de la RHA. Il a été promu capitaine en février 1908, puis nommé capitaine d'état-major en septembre, la même année, et major de brigade (en) en juin 1909. Il est rentré chez lui en septembre 1912 afin de fréquenter le Collége d'état-major (en) à Camberley.

### Première Guerre mondiale
Les deux années d'étude d'Ironside au Collège d'état-major, qu'il trouve peu stimulantes, ont été brutalement stoppées par le déclenchement de la Première Guerre mondiale en août 1914 ; le 5 août, il est nommé capitaine d'état-major et affecté à Boulogne-sur-Mer, puis à Saint-Nazaire, deux grandes bases de l'armée de terre soutenant le corps expéditionnaire. Selon certains, il a été l'un des premiers officiers britanniques à arriver en France. Il a été promu major et rattaché à la 6e division d'infanterie, fraîchement arrivée à la fin octobre 1914, comme officier d'état-major général de troisième classe (GSO3). Il est resté avec la division et a été promu GSO2 en février 1915.
Ironside a été promu lieutenant-colonel (en) à titre temporaire et GSO1 en mars 1916. Il avait espéré devenir GSO1 — chef d'état-major divisionnaire — de la 6e division mais, à sa grande surprise, il a été affecté à la 4e division canadienne, nouvellement formée. Il a encouragé un régime d'entraînement dur avec l'intention de mener la division au front le plus tôt possible et d'éviter qu'elle ne soit scindée pour renforcer les trois autres divisions du corps canadien. En raison de l'inexpérience du commandant de division, David Watson (en), qui était un soldat volontaire, il s'est trouvé presque à commander la division à plusieurs reprises et a noté dans ses mémoires que Watson transmettait ordinairement les ordres d'Ironside sous son propre nom. À son arrivée en France, à la fin de 1916, la division a participé à la fin de la bataille de la Somme avant d'être déplacée vers le nord en prévision de l'attaque de la crête de Vimy. Pendant la phase finale des combats de Vimy, Ironside a repris officieusement le commandement de la division en outrepassant l'ordre ambigu de stopper l'attaque donné par Watson, qui était alors hors de contact au quartier général, et en ordonnant personnellement aux bataillons de tête d'entrer en action.
Il est resté avec la division pendant toute l'année 1917, au cours de laquelle il a combattu à la bataille de Passchendaele, et, en janvier 1918, a reçu une affectation administrative, le commandement du Small Arms School (en) (Corps-École des armes légères), avec le grade temporaire de colonel. Il est cependant rapidement revenu sur le front occidental, quand il a été nommé commandant de la 99e brigade d'infanterie avec le grade provisoire de brigadier-général à la fin du mois de mars 1918.

### Russie et Perse
Ironside est resté avec la 99e brigade seulement six mois ; en septembre 1918, avant l'armistice du 11 novembre 1918, il a été affecté à la force expéditionnaire alliée  qui combattait les bolcheviks en Russie septentrionale  (à Mourmansk et à Arkhangelsk)  , et s'est vu confier le commandement de cette force alliée en novembre 1918. Ce fut son premier commandement indépendant, et il s'y donna corps et âme. Pendant plus d'un an, il a voyagé en permanence le long de la Dvina septentrionale pour garder le contrôle de ses forces internationales dispersées, et à un moment, il a échappé de peu à une tentative d'assassinat. Toutefois, l'Armée rouge a pris l'avantage dans la guerre civile russe et, à la fin de 1919, il a été contraint d'abandonner  l'Armée blanche à son sort (L'amiral Koltchak  a été exécuté par les Bolcheviks en février 1920)  . En novembre 1919, il a remis le commandement  à Henry Rawlinson, qui superviserait le retrait, et est retourné en Grande-Bretagne. Ironside a été fait chevalier commandeur de l'ordre du Bain et promu major-général pour son action, ce qui en fit l'un des plus jeunes majors-généraux de l'armée.
Au début de 1920, il a commandé une mission militaire qui a supervisé le retrait des forces roumaines laissées en Hongrie après la guerre hongro-roumaine de 1919. À l'été, il a été affecté à la force d'occupation d'İzmit, en Turquie, alors qu'elle se préparait à se retirer. À la fin août de la même année, sa troisième affectation à l'étranger a été en Perse, où, entre autres, il a nommé Reza Khan au commandement de la brigade d'élite cosaque; Reza Khan allait plus tard prendre le pays en main et devenir Shah d'Iran de 1925 à 1941. Le niveau  exact de la participation britannique au coup d'État de Reza Khan est encore un sujet de débat historique, mais il est presque certain qu'Ironside a au moins fourni des conseils  aux comploteurs,,. À son départ de la Perse en 1921, le shah lui a décerné l'Ordre du Lion et du Soleil.
Après la Perse, Ironside a assisté à la Conférence du Caire, où Winston Churchill l'a persuadé de prendre le commandement des forces britanniques, nouvellement réorganisées, en Irak, mais, de retour en Perse, en avril, l'avion qu'il pilotait s'est écrasé, et il a été rapatrié après plusieurs mois d'hôpital.

### Entre-deux-guerres
Après avoir récupéré de ses blessures en demi-solde, Ironside retourne au service actif en tant que commandant du Collège d'état-major (en) en mai 1922. Il a passé un plein mandat de quatre ans là-bas, où il a géré efficacement le Collège et publié plusieurs articles et un livre sur la bataille de Tannenberg. Fait important pour sa carrière, il est devenu le mentor de J. F. C. Fuller, qui a été nommé maître de conférences au Collège au même moment, et une proche connaissance de Basil Liddell Hart. Les opinions de Fuller ont profondément influencé Ironside, qui a appuyé l'idée de réformer l'armée pour en faire une force blindée d'élite avec un soutien aérien, et l'idée de former un seul ministère de la Défense pour diriger les différents services. Il a fréquemment fait valoir la nécessité d'accélérer la modernisation de l'armée et son réarmement et fait ressortir le problème des « vieux » qui remplissaient encore les rangs supérieurs de l'armée. Finalement, le chef d'état-major général impérial, Sir George Milne, a dû le réprimander.
Après Camberley, Ironside a été nommé commandant de la 2e division, poste qu'il a occupé pendant deux ans avec peu d'effet ou d'intérêt — il était frustré d'avoir à former une force d'infanterie sans équipement moderne — puis envoyé en Inde pour commander le district de Meerut en 1928. Il a aimé vivre en Inde, mais constaté que la situation militaire était tout aussi inintéressante : l'équipement était démodé, les officiers du régiment étaient vieux jeu, et les plans stratégiques, archaïques. Promu lieutenant-général en mars 1931, Ironside est parti pour l'Angleterre en mai, où il est retombé en demi-solde, doté de la sinécure qu'était théoriquement la charge de constable de la Tour de Londres (en). En 1933, il a été soulagé de cette triste tâche par un poste de quartier-maître général en Inde, où il a beaucoup voyagé pour visiter les régiments et superviser le processus d'indianisation (en). Malgré tout cela, c'était la meilleure partie d'un mauvais emploi : Ironside était encore loin du War Office (ministère de la Guerre) et incapable d'influer notablement sur la préparation de l'armée de terre à la guerre.

### Préparation pour la guerre
Peu après sa promotion au grade de général, il est rentré au Royaume-Uni en 1936 pour diriger le Commandement de l'Est (en), l'un des commandements régionaux du corps d'armée au Royaume-Uni, chargé d'une seule division régulière et de trois divisions territoriales. À ce poste, il s'est rendu compte qu'une guerre européenne viendrait plus tôt que tard et que l'armée était dans un état précaire pour défendre le pays. Toutefois, il a trouvé que, comme à ses postes précédents, il n'avait que peu de prise sur les événements au Commandement de l'Est — les grandes décisions se prendraient à Whitehall. Il semble perdre toute chance d'accéder aux plus hautes fonctions en 1937, quand il est réprimandé pour sa mauvaise gestion d'une force mobile lors d'exercices annuels. Alors qu'il était considéré comme un candidat possible au poste de chef d'état-major général impérial, on lui a préféré Lord Gort, qu'Ironside considérait comme inapte à la tâche. Officiellement, Hore-Belisha lui a dit qu'à 57 ans, il était trop vieux pour le poste. Il a été nommé aide de camp du roi en octobre, poste purement cérémoniel, et au début de 1938, il a accepté l'offre du poste de gouverneur de Gibraltar, généralement considéré comme un rôle tranquille avant de prendre sa retraite.
Il a accepté l'affectation à Gibraltar, car on lui a suggéré qu'en cas de guerre, il pourrait être transféré au commandement des forces au Moyen-Orient et, comme il croyait qu'aucune force importante ne pourrait être utilement envoyée en France, il lui semblait que Gibraltar serait le centre principal de l'attention britannique pendant la guerre. Il a pris le poste de gouverneur en novembre 1938 et s'est consacré à la préparation de la colonie pour la guerre ; là-bas, enfin, il avait le champ libre. Sous son mandat, les défenses ont été renforcées et la garnison préparée pour un long siège.
En décembre 1938, un mois seulement après la prise du poste par Ironside, Hore-Belisha avait commencé à envisager la possibilité de le rappeler pour le nommer inspecteur général des forces d'outre-mer. Ce poste lui aurait donné la responsabilité globale de l'état de préparation des forces basées en dehors du Royaume-Uni, et beaucoup de gens au War Office craignaient qu'il ne s'attende à obtenir le commandement officiel de la Force expéditionnaire au déclenchement de la guerre. Cependant, après quelques débats, Hore-Belisha est allé de l'avant et a offert le poste à Ironside en mai et nommé un inspecteur général des Home Forces au même moment, les deux sous la direction de Lord Gort. La décision de rappeler Ironside a peut-être été facilitée par le fait que Hore-Belisha avait particulièrement confiance dans l'avis de Basil Liddell-Hart, vieille connaissance d'Ironside, et commençait déjà à se brouiller avec Gort.

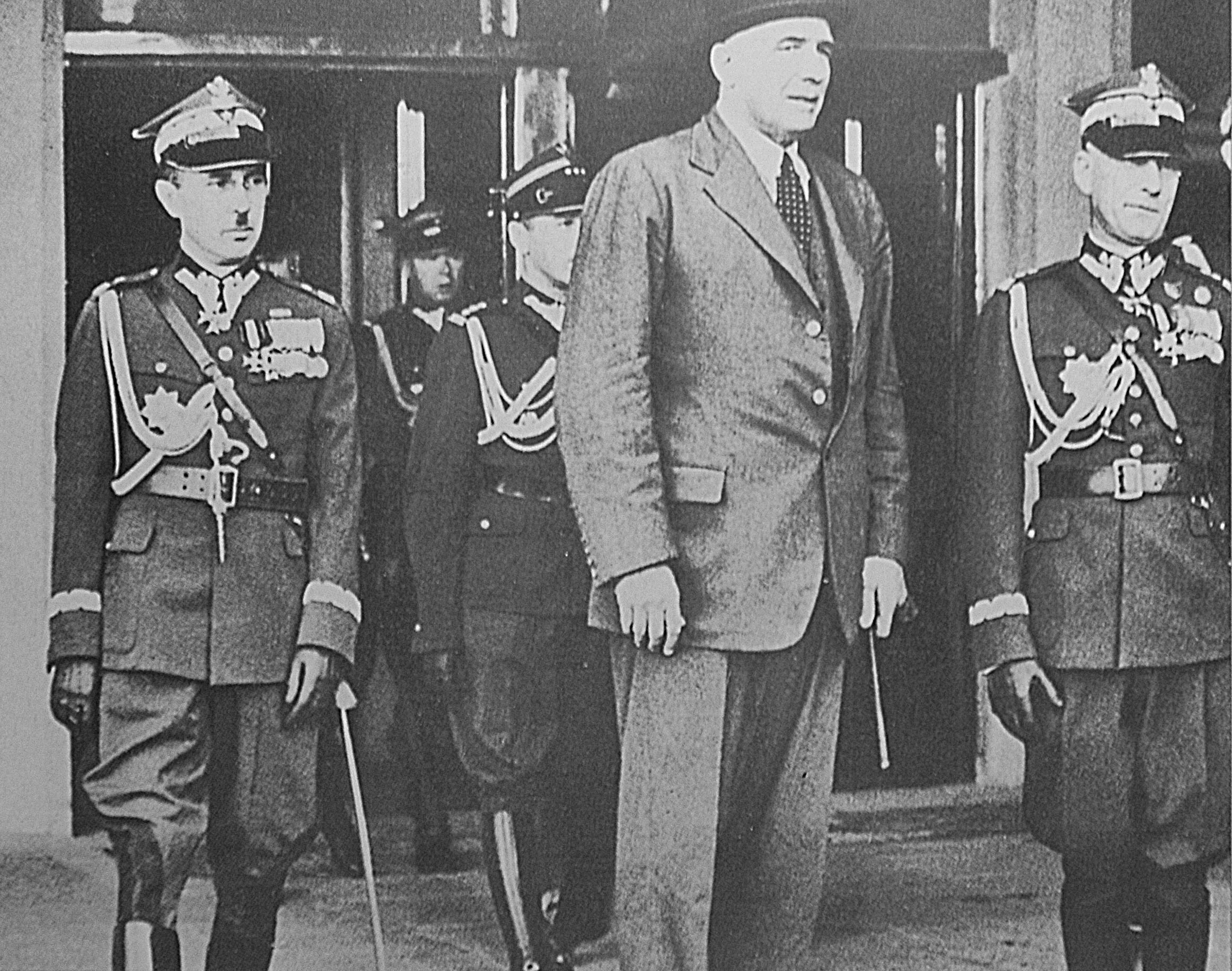
Ironside (au centre) avec le chef d'état-major polonais, le général Wacław Stachiewicz (à gauche)

Comme prévu, Ironside a choisi de voir dans sa nomination l'indication qu'il serait le commandant en chef et n'a pas tardé à entrer en conflit avec Lord Gort sur leurs pouvoirs respectifs. Alors que Gort avait été nommé à un poste plus élevé, Ironside avait une ancienneté de grade plus grande et une personnalité beaucoup plus dominante. Comme il avait conclu quelques mois plus tôt que Gort était « dépassé par la situation » en tant que CIGS, il ne lui a probablement pas montré beaucoup de déférence. Il a occupé le poste d'inspecteur pendant quelques mois et visité la Pologne en juillet 1939 pour rencontrer le haut-commandement polonais. Alors que ses manières sympathiques rassuraient les Polonais, sa visite peut avoir donné involontairement l'impression que la Grande-Bretagne avait l'intention de leur fournir  une aide militaire directe. À son retour, il a déclaré qu'il était peu probable que le gouvernement polonais provoque l'Allemagne pour entrer en guerre, mais a averti que le pays serait rapidement envahi et qu'aucun front de l'Est n'était susceptible d'exister bien longtemps. Ses avertissements, cependant, ont été largement ignorés.

### Seconde Guerre mondiale
Sa nomination, le 3 septembre 1939, comme chef d'état-major général impérial (CIGS) a fortement surpris Ironside, car il s'attendait à être nommé commandant en chef du corps expéditionnaire, et avait déjà envoyé son assistant à Aldershot pour commencer à préparer son quartier général. La réorganisation était motivée par des raisons politiques ; Hore-Belisha s'était fortement brouillé avec Gort en 1939, et le déclenchement de la guerre fournissait un excellent prétexte à Gort pour quitter Whitehall. Cela laissait le poste de CIGS vacant, et après un puissant lobbying de Churchill, Ironside a été préféré à Sir John Dill, commandant des Home Forces à Aldershot.
En tant que CIGS, Ironside a entrepris de mettre rapidement  sur pied une puissante force en France, constituée d'une vingtaine de divisions. Cependant, cette force serait largement défensive, agissant pour soutenir l'armée française. Il visait à influencer le cours de la guerre en formant une seconde force puissante au Moyen-Orient pour qu'elle soit capable de combattre lors d'opérations périphériques dans les Balkans. Il a fortement appuyé la création d'une force aérienne d'appui rapproché, placée de préférence sous le commandement de l'armée de terre, mais en même temps, alors que l'offensive allemande commençait à l'ouest, il a fait valoir que la RAF devait se lancer principalement dans les bombardements stratégiques de la Ruhr, plutôt que d'attaquer les unités de l'avant.

#### Norvège
Son enthousiasme pour les opérations périphériques l'a conduit à des plans d'intervention des Alliés en Scandinavie. Plutôt qu'une approche limitée au simple minage des eaux norvégiennes pour arrêter les expéditions de minerai de fer suédois en Allemagne, il a plaidé pour le débarquement d'une force dans le nord de la Norvège et l'occupation physique des mines. En cas de succès, cela permettrait le réapprovisionnement de la Finlande — alors en guerre contre l'Union soviétique et plus ou moins du même bord que les forces alliées — ainsi que l'interception des exportations de minerai, et pourrait potentiellement forcer l'Allemagne à engager des troupes sur un nouveau front, géographiquement défavorable. Ce plan a été soutenu avec enthousiasme par Ironside et Churchill, mais s'est heurté à de nombreux autres officiers, y compris Gort, qui voyait ses forces en France privées de ressources, et Newall, le chef d'état-major de l'air.
La planification s'est poursuivie durant l'hiver et, en mars 1940, la force, constituée de presque trois divisions, était prête à embarquer. Le 12 mars, toutefois, la Finlande a demandé la paix, et il a fallu abandonner l'opération.

C'est en Norvège que de grandes forces britanniques ont été engagées pour la première fois pendant la guerre, et des failles dans le système de commandement sont rapidement ressorties. Les réunions du Cabinet de guerre traînaient en longueur sans grand résultat, tout comme les réunions des chefs d'état-major, à la grande frustration d'Ironside. Il a également constaté qu'il était difficile de faire face aux sautes d'humeur de Churchill et à son insistance à gérer les détails de la campagne ; un fossé a commencé à séparer les deux hommes. La principale contribution d'Ironside pour terminer la campagne a été d'insister sur le retrait des troupes lorsque la situation a empiré, et d'obtenir l'évacuation du centre de la Norvège à la fin avril malgré l'ambivalence ministérielle.

#### Bataille de France
Ironside a été envoyé en France en mai 1940 pour assurer la liaison entre le Corps expéditionnaire britannique et les Français dans une tentative pour arrêter l'avance allemande. Il n'était pas bien qualifié pour cette tâche, ayant une profonde aversion et méfiance envers les Français, qu'il considérait comme « absolument sans scrupules dans tout ». Lors d'une conférence à Lens, il s'est heurté aux généraux français Billotte et Blanchard, qu'il considérait comme défaitistes. Il a écrit : « J'ai perdu mon sang-froid et secoué Billotte par le bouton de sa tunique. L'homme est complètement défait. » Bien que Billotte fût censé être le coordinateur des opérations des armées britanniques, françaises et belges en Belgique, Ironside a repris cette tâche à son compte et ordonné à Gort et à Blanchard de lancer une contre-attaque contre les Allemands à Arras. Cette attaque a obtenu quelques succès locaux, mais les assauts allemands se sont montrés imparables. Le commandant en chef français, le général Weygand, avait un tel ressentiment pour Ironside qu'il a dit qu'il « aimerait gifler Ironside ».

#### Défense du Royaume
Dans son journal, l'après-midi du 25 mai, Ironside écrit : « Je me concentre maintenant sur la défense de l'Angleterre… [Le Cabinet] veut remplacer un homme bien connu en Angleterre. Il envisage ma nomination. » Cette nuit-là, il parle à Churchill, lui offre de prendre le nouveau poste et note plus tard dans son journal :

« On m'a dit que je devais prendre le commandement en Angleterre et organiser cela. Je vais être promu field-marshal plus tard. Pas immédiatement, parce que le public pourrait penser qu'on me donne une consolation et me jette à la porte. Un honneur pour moi : un nouveau poste, très important et bien plus à mon goût que le poste de CIGS. »

Sa nomination comme commandant en chef des Home Forces a été annoncée au public le 27 mai ; Ironside succédait à Sir Walter Kirke (en). Il est remplacé comme CIGS par son adjoint, Sir John Dill. À son nouveau commandement, il disposait d'une force qui se composait, sur le papier, de quinze divisions d'infanterie territoriale (réservistes), d'une unique division blindée, de cinquante-sept bataillons de la Home Defence et des Local Defence Volunteers (volontaires pour la défense locale, appelés plus tard la Home Guard). Cependant, tous avaient de graves déficiences dans leurs formations et leurs organisations, car les unités opérationnelles avaient déjà été envoyées en France. Ils manquaient également d'équipement ; la force prise dans son ensemble n'avait presque pas d'artillerie moderne ni de canons antichars, et la division blindée ne disposait que d'un petit nombre de chars légers.
Les carences dans l'équipement furent la cause d'un manque de mobilité général qui, combiné avec la formation limitée des unités, signifiait que très peu d'entre elles étaient capables de mener une contre-attaque organisée contre une force d'invasion. En conséquence, la seule façon de les utiliser était de les affecter à une défense statique ; Ironside avait prévu de retirer les unités de la côte pour constituer une réserve mobile centrale, mais ce n'était pas possible jusqu'à ce qu'elles soient formées et équipées pour cette mission. Il se jeta dans les détails de la stratégie, dressant des plans pour que la Home Guard assure la défense statique de points fortifiés de village, que des patrouilles de véhicules blindés « Ironsides » (en) renforcent les divisions et que de l'artillerie légère soit montée sur des camions pour en faire des chasseurs de chars improvisés.
Ironside a accepté de libérer deux divisions pour le « second corps expéditionnaire britannique » au début de juin, mais il doutait de la décision de Churchill de rapatrier des troupes du Moyen-Orient et de l'Inde ; même après la chute de la France et l'effondrement potentiel des défenses en Grande-Bretagne, il défendait encore sa position d'avant-guerre qu'il « est essentiel de tenir fermement l'Est, quoi qu'il arrive ici ». À la mi-juin, il avait commencé à rassembler une maigre réserve mobile — le 8e RTR (en), avec des chars d'infanterie, et six régiments de véhicules blindés commençaient à se former — et à préparer des casemates et des défenses côtières, mais précisé aux commandants locaux que ces dernières « ne sont que des lignes de retardement destinées à donner une chance aux colonnes mobiles de se rendre aux points menacés ».
La chute de la France a conduit à un bref intermède où le Cabinet a débattu de l'idée d'envoyer Ironside en mission diplomatique pour rencontrer le commandant français en Afrique du Nord, Charles Noguès, connaissance personnelle d'Ironside, mais a décidé de le garder en Grande-Bretagne et d'envoyer Lord Gort en lieu et place. Le 25 juin, Ironside a été appelé au Cabinet de guerre pour l'informer des plans de défense du Royaume. Son système de défense en profondeur se composait :
1. D'une « croûte » défensive capable, le long de la côte, de lutter contre les petits raids, de donner l'alerte immédiatement et de retarder tout débarquement ;
2. Des barrages routiers de la Home Guard aux carrefours, dans les vallées et les autres goulets d'étranglement, destinés à stopper toute progression de colonnes blindées allemandes vers l'intérieur du pays ;
3. De lignes d'arrêt fortifiées séparant les Midlands et Londres de la côte et divisant la zone côtière en secteurs défendables ;
4. D'un corps central de réserve pour faire face à une percée majeure ;
5. De colonnes mobiles locales pour faire face aux attaques locales et aux parachutages.

Le plan a été approuvé « dans l'ensemble » par le Cabinet et, plus tard dans la semaine, par les chefs d'état-major. Il a clairement indiqué dans son journal qu'il estimait la défense statique comme une option peu souhaitable — « [La] doctrine éternelle de la défense derrière des défenses antichars a été la malédiction de notre tactique » — mais que c'était le seul moyen possible d'utiliser des forces non formées et mal équipées. Au début de juillet, il était optimiste sur le fait de pouvoir bientôt retirer davantage de troupes des positions statiques pour en faire des unités mobiles, la Home Guard reprenant les défenses locales, mais résistait fortement aux ordres de Churchill de retirer des divisions des zones côtières avant de pouvoir effectivement les remplacer.
Le 19 juillet, Ironside a été convoqué au War Office, qui l'a informé qu'il allait être remplacé par Alan Brooke comme commandant en chef des Home Forces, avec effet immédiat. La raison officielle était que le Cabinet souhaitait avoir quelqu'un avec une expérience de combat récente au commandement, et Ironside a accepté sa révocation de bonne grâce — « J'étais tout à fait prêt à être remplacé. J'avais fait de mon mieux… Je ne peux pas me plaindre. Le Cabinet doit prendre des décisions dans les moments de stress. Je ne pense pas que Winston ait aimé le faire, car il est toujours fidèle à ses amis. » À son arrivée au quartier général, Brooke fut particulièrement surpris qu'Ironside ne soit pas présent pour l'informer de la situation, et qu'il n'ait pas non plus laissé de notes à son attention, excepté un bref mémo l'informant qu'il avait pris des arrangements pour que sa voiture d'état-major soit mise à disposition.

### Retraite et écriture
Un mois et demi après sa démission en tant que commandant en chef des Home Forces, Ironside a été nommé Field Marshal à la fin du mois d'août. Il a été élevé à la pairie à l'occasion des honneurs du Nouvel An, en recevant le titre de baron Ironside d'Arkhangelsk et d'Ironside du comté d'Aberdeen, et s'est retiré à la campagne avec sa famille. Il n'a jamais exercé d'autres fonctions militaires, les militaires l'évitaient, il a rarement visité Londres et n'a jamais pris la parole à la Chambre des Lords.
Ironside s'est tourné vers les conférences et l'écriture de livres, dont une étude de l'expédition Arkhangelsk, et s'est consacré à la culture de ses terres dans le Norfolk. Après presque deux décennies de retraite et un accident de la route, il s'est blessé lors d'une chute à son domicile et a été transporté à l'hôpital militaire Queen Alexandra, à Londres, où il est mort le 22 septembre 1959 à l'âge de 79 ans. Son cercueil a été escorté jusqu'à l'abbaye de Westminster avec les honneurs militaires et a été inhumé près de son domicile, dans le Norfolk. Son fils, Edmond, lui a succédé à la pairie.
Ironside a tenu un journal durant toute sa vie ; il l'a commencé lorsqu'il était subalterne, au tournant du siècle, afin de garder un souvenir précis de ce qui s'était passé pendant la journée et de pouvoir réfléchir sur les événements du jour. Il l'a rédigé directement sur du papier d'écolier relié en volumes, à raison d'une page ou plus par jour, chaque nuit, durant toute sa vie. Ses écrits totalisent quelque douze volumes et près d'un million de mots. Il n'a pas demandé que ses écrits soient détruits à sa mort, même si leur contenu était parfois très controversé, mais il a rédigé en 1930 un testament où il demandait qu'ils ne soient pas publiés. À la fin des années 1950, cependant, un ancien collègue l'a persuadé de permettre que des extraits soient publiés pour rendre compte de l'approche de la Seconde Guerre mondiale, mais il est mort peu avant la mise sous presse. Ses journaux ont été publiés en 1962 sous le titre The Ironside Diaries: 1937-1940 après avoir été édités par le colonel Roderick Macleod et Denis Kelly ; le contenu choisi va de mai 1937 à sa retraite en juin 1940 et est publié sous la forme d'entrées quotidiennes avec des notes de la rédaction.
Un second volume, High Road to Command: the diaries of Major-General Sir Edmund Ironside, 1920-1922 (La voie du commandement: les carnets du major-général Sir Edmund Ironside, 1920-1922), a été publié en 1972, édité par son fils ; cet écrit couvre les années 1920 à 1922, période de son service au Moyen-Orient. Le livre a été assemblé par Ironside peu avant sa mort et, bien que tiré de son journal, a été écrit dans une forme narrative plus conventionnelle, plutôt que comme un strict compte rendu quotidien, avec des remarques de la rédaction réduites au minimum.

## Honneurs
Ironside a reçu l'Ordre du Service distingué lors de la remise de distinctions honorifiques à l'anniversaire du roi en 1915. Il a reçu l'ordre du Soleil levant de troisième classe du Japon en 1922.
Il a été fait chevalier Grand Croix de l'ordre du Bain lors de la remise de distinctions honorifiques à l'anniversaire du roi en 1938. En juin 1939, il a été fait chevalier du très vénérable ordre de Saint-Jean.

### Pour approfondir
- James Eastwood, General Ironside, Pilot Press, 1940
- Andrew Soutar, With Ironside in North Russia, Hutchinson, 1940
- Tony Heathcote, The British Field Marshals 1736-1997, Pen & Sword, 1999 (ISBN 978-0-85052-696-7)
- Quinlivian, Peter (2006). Forgotten Valour: The Story of Arthur Sullivan VC. Sydney: New Holland.  (ISBN 978-1-74110-486-8).

Dépêches officielles
- Operations carried out by the Allied Forces under my Command during the period from 1 October 1918, to 11 August 1919
  - dans Supplement of The London Gazette, no 31850, p. 4116-4118, 2 avril 1920
- Operations carried out by the Allied Forces under my Command during the period from 11 August 1919, to 27 September 1919.
  - dans Supplement of The London Gazette, no 31850, p. 4130-4131, 2 avril 1920